# Nach der Zukunft
Nach der Zukunft ist ein Dokumentarfilm von André Krummel, der am 31. Oktober 2017 im Rahmen des DOK Leipzig seine Premiere feierte.

## Handlung
Der schwule Linksaktivist und ehrenamtliche THW-Mitarbeiter Ortwin Passon bewegt sich zwischen einer militärisch anmutenden bürgerlichen Welt und wilden Sexpartys. Seit einer Weile schreibt er an einer Dissertation über Barebacking und die politische und strafrechtliche Relevanz ungeschützten Analverkehrs unter Männern in Deutschland. Der Film ist ein Diskurs über grenzenlose Freizügigkeit und deren Legitimation, gleichzeitig ein intimes Psychogramm einer komplexen Persönlichkeit.

## Produktion
Regie führte André Krummel, der gemeinsam mit Raphaela te Pass auch das Drehbuch zum Film schrieb. Der Film feierte am 31. Oktober 2017 im Rahmen des DOK Leipzig seine Premiere.

## Rezeption

### Kritiken
Christian Eichler von Detektor.fm meint, André Krummel zeichne mit dem Film ein einfühlsames Porträt mit vielen offenen Fragen. Das Online-Magazin Berliner Filmfestivals erkannte Nach der Zukunft als „einen wichtigen Beitrag zur Diskussion um Sexualmoral und Perversion, also um das Narrativ der Normalität“.

### Auszeichnungen
DOK Leipzig 2017
- Nominierung für den ver.di-Preis für Solidarität, Menschlichkeit und Fairness (André Krummel)
- Nominierung für den DEFA-Förderpreis (André Krummel)
- Nominierung für bester Dokumentarfilm im Deutschen Wettbewerb langer Dokumentar- und Animationsfilme (André Krummel)
- lobende Erwähnung im Deutschen Wettbewerb[4]